# Îles subantarctiques de Nouvelle-Zélande
Les îles subantarctiques de Nouvelle-Zélande se composent des cinq archipels des îles les plus australes aux confins de la Nouvelle-Zélande. Ces îles sont toutes des sites du patrimoine mondial.
La plupart des îles sont situées près de la limite australe du continent appelé Zealandia, largement immergé et qui est centré sur la Nouvelle-Zélande. Ce continent s'est affaissé après le détachement de l'Australie il y a 60 à 85 millions d'années et de l'Antarctique il y a 130 à 85 millions d'années.
Jusqu'en 1995, une équipe scientifique de recherche était stationnée de façon permanente à la station météorologique sur l'île Campbell. Depuis, les îles sont inhabitées.
Les îles sont :
- Îles des Antipodes : l'île principale, l'île Bollons, l'île Windward, l'île Orde Lees, l'île Leeward, l'îlot Sud et des rochers mineurs ;
- Îles Auckland : l'île d'Auckland, île Adams, île Enderby, île Disappointment, île Ewing, île Dundaset et l'île Green et quelques rochers mineurs ;
- Îles Bounty : deux petits groupes d'îlots, le groupe occidental et le groupe oriental, et quelques rochers mineurs ;
- Îles Campbell : île Campbell, l'île principale et plusieurs rochers mineurs et des petits îlots entourant l'île Campbell, comprenant aussi le point le plus austral de la Nouvelle-Zélande, l'île Jacquemart ;
- Îles Snares : île du Nord-Est, île haute, l'île Broughton, Alert Stack, Tahi, Rua, Toru, Wha, et Rima, plus quelques rochers mineurs.

Elles présentent certains points communs avec l'île australienne Macquarie située plus à l'ouest.

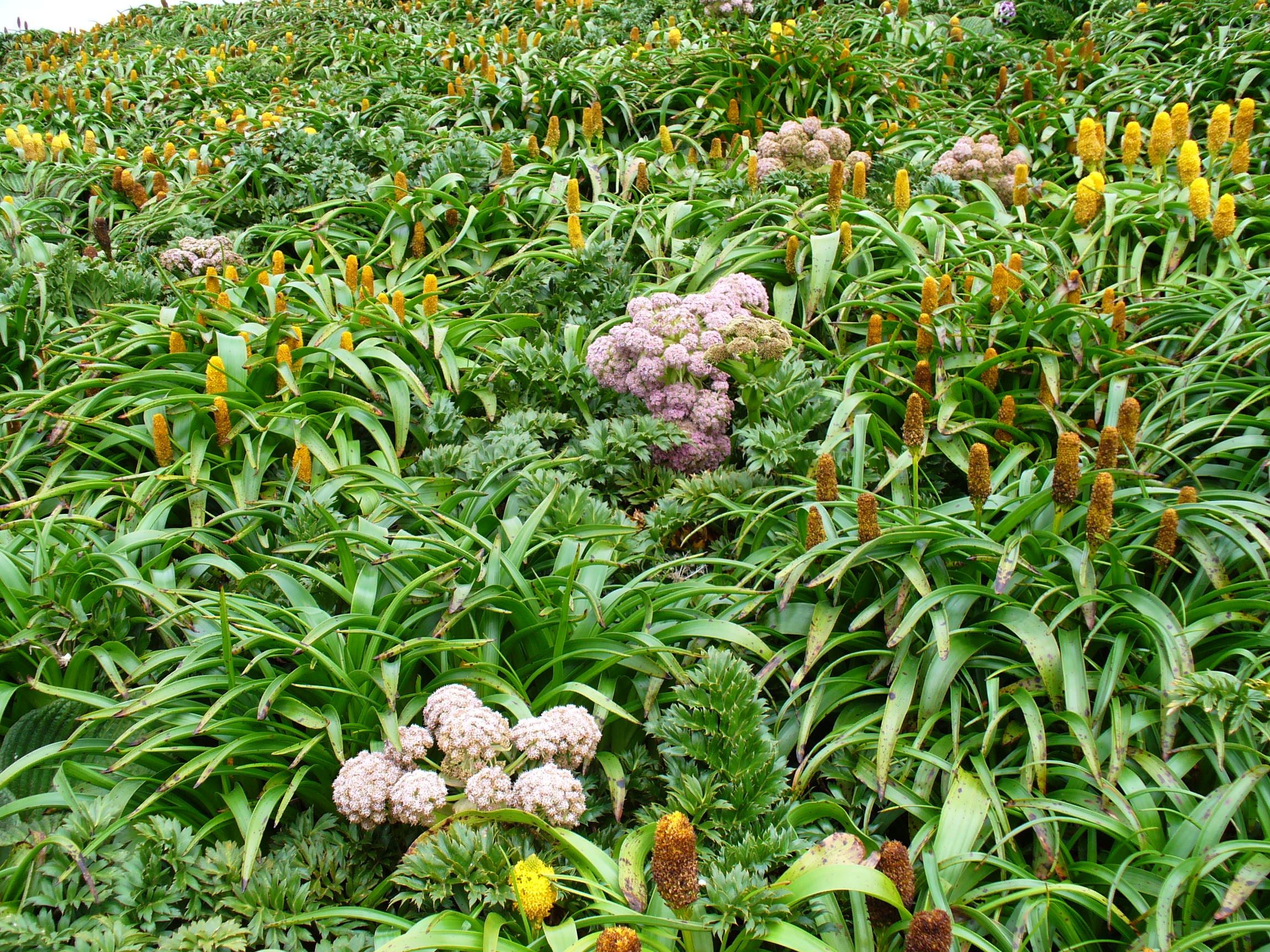
Communauté de mégaherbes dans l'île Campbell, l'une des îles subantarctiques de Nouvelle-Zélande. La plante aux fleurs jaunes et aux feuilles en lanières est Bulbinella rossi, le lys de Ross, tandis que les fleurs roses sont celles de la carotte de l'île Campbell, Anisotome latifolia.